# Michel Marie Jacques Dubost
Michel Marie Jacques Dubost (Safi, 15 aprile 1942) è un vescovo cattolico francese, dal 1º agosto 2017 vescovo emerito di Évry-Corbeil-Essonnes.

## Biografia
Michel Marie Jacques Dubost è nato a Safi, in Marocco, il 15 aprile 1942 ed è figlio di un ufficiale militare.

### Formazione e ministero sacerdotale
Dopo gli studi liceali è entrato nello scolasticato della Congregazione di Gesù e Maria. Ha studiato filosofia e teologia all'Institut catholique di Parigi. Nel 1970 ha conseguito il diploma presso l'Istituto di studi politici di Parigi. Successivamente ha proseguito la sua formazione all'Istituto di studi superiori della difesa nazionale.
Il 25 maggio 1967 è stato ordinato presbitero nella chiesa dello Spirito Santo a Parigi dal vescovo di Autun Armand François Le Bourgeois. In seguito è stato vicario parrocchiale della parrocchia della Madonna della Natività nel quartiere Bercy di Parigi e cappellano della scuola "Saint-Jean de-Béthune" e di diversi licei statali a Versailles dal 1967 al 1976; segretario generale della Fédération des Organismes de Communication Sociale (FOCS), divenuta in seguito "Chrétiens-Médias", dal 1976 al 1982; responsabile delle cappellanie delle scuole pubbliche nell'arcidiocesi di Parigi dal 1982 al 1988 e parroco di Saint-Jacques-du-Haut-Pas dal 1983 al 1989.

### Ministero episcopale
Il 9 agosto 1989 papa Giovanni Paolo II lo ha nominato ordinario militare per la Francia e vescovo titolare di Oea. Ha ricevuto l'ordinazione episcopale l'8 settembre successivo nella cattedrale di Notre-Dame a Parigi dal vescovo di Countances Jacques Louis Marie Joseph Fihey, co-consacranti il vescovo emerito di Autun Armand François Le Bourgeois e il vescovo ausiliare di Parigi Daniel-Joseph-Louis-Marie Pézeril. È diventato così il vescovo della diocesi con il maggior numero di giovani del paese e ha trovato un ambiente che già conosceva, essendo figlio di un generale di artiglieria. Il 7 marzo 1998 ha rinunciato al titolo di Oea ai sensi della nuova pratica stabilita per gli ordinari militari. Ha svolto un ruolo importante nell'organizzazione della XII giornata mondiale della gioventù svoltasi a Parigi dal 19 al 24 agosto 1997 sul tema "Maestro dove abiti? Venite e vedrete".
Il 15 aprile 2000 lo stesso papa Giovanni Paolo II lo ha nominato vescovo di Évry-Corbeil-Essonnes. Ha preso possesso della diocesi il 12 maggio successivo.
Il 27 ottobre 2012 papa Benedetto XVI lo ha nominato membro del Pontificio consiglio per il dialogo interreligioso.
Nel novembre del 2012 ha compiuto la visita ad limina.
Il 1º agosto 2017 papa Francesco ha accettato la sua rinuncia al governo pastorale della diocesi per raggiunti limiti di età.
Il 24 giugno 2019 lo stesso papa Francesco lo ha nominato amministratore apostolico sede plena et ad nutum Sanctæ Sedis di Lione in quanto il cardinale Philippe Barbarin ha chiesto un periodo di congedo dopo essere stato condannato in primo grado di giudizio a sei mesi di carcere con la condizionale per aver coperto gli abusi sessuali di padre Bernard Preynat nell'attesa di una sentenza definitiva.
Il 6 marzo 2020, accettando le dimissioni di Barbarin, papa Francesco lo ha nominato amministratore apostolico sede vacante di Lione con tutti i poteri di vescovo diocesano. Ha mantenuto l'incarico fino all'ingresso del nuovo arcivescovo Olivier de Germay, avvenuto il 20 dicembre 2020.
L'8 aprile 2021 è stato nominato amministratore apostolico sede vacante della diocesi di Caienna. Ha mantenuto l'incarico fino all'ingresso del nuovo vescovo Alain Ransay, avvenuto il 6 febbraio 2022.
In seno alla Conferenza episcopale di Francia è stato presidente della commissione per la catechesi e il catecumenato, membro del consiglio per la famiglia e la società, presidente del gruppo di lavoro "Cattolici e musulmani nella Francia di oggi" e presidente del consiglio per le relazioni interreligiose e i nuovi movimenti religiosi dal 2011. È stato anche presidente di Justice et Paix France.
È stato membro del Pontificio consiglio per i laici e del Pontificio consiglio per il dialogo interreligioso dal 2012 al 2017.
Monsignor Dubost, pur non essendone membro, è in contatto con alcuni appartenenti al club Le Siècle, un gruppo di influenza fondato nel 1944 da Georges Bérard-Quélin che riunisce leader politici, economici, culturali e dei media francesi.

## Opinioni

### Telethon
Nel 2006, nel pieno del dibattito su Telethon, iniziativa boicottata da alcuni cattolici contrari alla ricerca sugli embrioni che non ne rispettava la dignità di esseri viventi, monsignor Dubost ha aggiunto il suo contributo al dibattito riconoscendo i vantaggi portati dall'Associazione francese contro le miopatie (AFM), ma esprimendo il desiderio che fosse instaurato un vero dialogo con i leader di questa associazione che utilizza circa il 2% delle donazioni alla ricerca sull'embrione, incompatibili con l'etica cattolica. Egli stesso è molto sensibile a questo problema, dopo aver perso un fratello di 15 anni per miopatia.

### Dialogo tra cristiani e islamici
Sottolineando che "i musulmani in Francia sono ora nostri concittadini", ritiene necessario fare di tutto per promuovere il dialogo tra cristiani e musulmani, nel pieno rispetto dei valori democratici e nel rispetto reciproco e della pace sociale.  Ha frequenti contatti con il rettore della moschea di Évry, dove si reca regolarmente.

### Clandestini
Nel 2007 ha fatto appello alle magistratura per chiedere l'evacuazione di immigrati illegali che avevano occupato per diversi mesi la chiesa di San Paolo a Massy. Senza prendere posizione sulla sostanza del caso ha spiegato che era necessario consentire che l'edificio tornasse alla sua destinazione originale e quindi preservare la libertà di culto. Si è rammaricato che gli stranieri in una situazione irregolare abbiano rifiutato di essere accompagnati dalla comunità cattolica per le loro azioni in prefettura.

### AIDS e preservativi
In un'intervista pubblicata su Le Parisien-Aujourd'hui il 19 marzo 2009 ha detto: "Voler combattere l'AIDS unicamente con il preservativo è intelligente come pensare di sradicare gli incidenti in moto facendo una campagna per l'uso del casco".

## Opere
- Le Grand tournant. L'an I de la révolution du pape François, 2014, Cerf.
- C'est là que je te rencontrerais, propos sur les sacrements, 2011, Desclée De Brouwer.
- Qui nous séparera de l'amour du Christ ?, 2010, Desclée De Brouwer.
- Choisis la vie ! Prier les dix commandements, 2009, Desclée De Brouwer.
- Prier le Credo, 2008, Desclée De Brouwer.
- Femmes, 15 questions à l'Église, un évêque répond, 2007, Plon
- Les voyageurs de l'espérance, vivre la foi dans le monde contemporain, 2005, Bayard culture.
- La guerre, un évêque prend la parole, 2003, Plon.
- Marie 2002 Mame.
- Le missel Théo des années caté, 2002, Droguet et Ardant.
- Être chrétien aujourd'hui, 2001, Pygmalion.
- L'œcuménisme, 1999, Droguet et Ardant.
- Comprendre et accueillir l'exorcisme, 1999, Tequi.
- Chemin faisant l'Église, 1996, Cerf.
- Ministres de la paix, regards chrétiens sur l'armée, 1995, Cerf.
- Théo, l'encyclopédie pour tous, 1993, Droguet et Ardant.

## Genealogia episcopale
La genealogia episcopale è:
- Cardinale Scipione Rebiba
- Cardinale Giulio Antonio Santori
- Cardinale Girolamo Bernerio, O.P.
- Arcivescovo Galeazzo Sanvitale
- Cardinale Ludovico Ludovisi
- Cardinale Luigi Caetani
- Cardinale Ulderico Carpegna
- Cardinale Paluzzo Paluzzi Altieri degli Albertoni
- Papa Benedetto XIII
- Papa Benedetto XIV
- Papa Clemente XIII
- Cardinale Marcantonio Colonna
- Cardinale Giacinto Sigismondo Gerdil, B.
- Cardinale Giulio Maria della Somaglia
- Cardinale Carlo Odescalchi, S.I.
- Vescovo Eugène-Charles-Joseph de Mazenod, O.M.I.
- Cardinale Joseph Hippolyte Guibert, O.M.I.
- Cardinale François-Marie-Benjamin Richard de la Vergne
- Vescovo Marie-Prosper-Adolphe de Bonfils
- Cardinale Louis-Ernest Dubois
- Cardinale Pierre-Marie Gerlier
- Vescovo Michel-Louis Vial
- Vescovo Jacques Louis Marie Joseph Fihey
- Vescovo Michel Marie Jacques Dubost, C.I.M.